# Конкрит (Вашингтон)
Конкрит (енгл. Concrete) град је у америчкој савезној држави Вашингтон. По попису становништва из 2010. у њему је живело 705 становника.

## Демографија
Према попису становништва из 2010. у граду је живело 705 становника, што је 85 (10,8%) становника мање него 2000. године.
| Група             | 2000.       | 2010.       |
| Белци             | 727 (92,0%) | 624 (88,5%) |
| Афроамериканци    | 0 (0,0%)    | 2 (0,3%)    |
| Азијати           | 7 (0,9%)    | 3 (0,4%)    |
| Хиспаноамериканци | 21 (2,7%)   | 39 (5,5%)   |
| Укупно            | 790         | 705         |